# Things
Things(한국어: 띵스)는 독일  Cultured Code GmbH & Co. KG에서 개발한 할일 관리 프로그램이다.

## 개요
2011년 애플 디자인 어워드를 수상하였다. 아이폰, 아이패드, 아이맥 등 애플사 제품용으로만 출시된다. 타 일정관리 소프트웨어에 비해 직관적이고 단순한 디자인을 가졌다는 평가를 받고 있다. 사용자의 일정이 실시간으로 기기 간 동기화되는 클라우드 기능을 지원한다.

## 같이 보기
- Getting Things Done